# Nicoya (poluotok)
Nicoya (španjolski: Península de Nicoya) je poluotok na pacifičkoj obali Kostarike, podjeljen je između provincije Guanacaste na sjeveru, i Puntarenas provincije na jugu. Širok je od 30 do 60 km i oko 121 km dug, površina mu je 1074.95 km2 i čini najveći poluotok u Kostarici. Poznat je po svojim plažama i popularno je turističko odredište. Glavno naselje i trgovačko središte u regiji je Nicoya, jedno od najstarijih naselja u Kostarici.
Ostala značajna naselja i mjesta otprilike od sjevera prema jugu su: Tamarindo, Santa Cruz, Nosara, Sámara, Naranjo, Paquera, Curu, Tambor, Montezuma, Santa Teresa, Mal Pais. Poluotok se smatra jednom od zonama u svijetu, gdje ljudi obično dožive 100 godina.

## Vanjske poveznice
|  | Zajednički poslužitelj ima još gradiva o temi Nicoya (poluotok) |